# Hanna Schwarz
Hanna Schwarz (15 de agosto de 1943), é uma cantora de ópera alemã (mezzosoprano e contralto). Fez a sua estreia profissional em 1970, em Hanôver, cantando o papel de Maddalena na ópera Rigoletto de Giuseppe Verdi. Fez a sua primeira aparição no Festival de Bayreuth em 1975 com o papel de Flosshilde nas óperas O ouro de Reno (Das Rheingold) e O Crepúsculo dos Deuses (Götterdämmerung) do ciclo O Anel dos Nibelungos de Richard Wagner. No ano seguinte, cantou o papel de Fricka neste mesmo ciclo, na produção centenária de Patrice Chéreau, papel com o qual fez a sua estreia nos Estados Unidos em 1977, na San Francisco Opera. Foi membro da Ópera de Hamburgo e da Ópera da Baviera. Outros papéis operáticos na década seguinte incluíram Cherubino As Bodas de Figaro de Wolfgang Amadeus Mozart, Condessa Geschwitz na primeira versão completa da ópera Lulu de Alban Berg, dirigida por Pierre Boulez, e Waltraute na versão de 1980 do Anel dos Nibelungos na Royal Opera House em Covent Garden. Apresenta-se igualmente em concertos e recitais e tem uma extensa discografia. Actualmente é professora de canto na Escola Superior de Música de Hamburgo.

## Discografia
Títulos principais (de referência):
- Berg: Lulu / Pierre Boulez
- Humperdinck: Hänsel und Gretel / Donald Runnicles
- Humperdinck: Hänsel und Gretel / Tate
- Humperdinck: Königskinder / Wallberg
- Krenek: Karl V / Albrecht
- Strauss: Die Frau ohne Schatten / Sinopoli
- Strauss: Die Frau Ohne Schatten/ Wolfgang Sawallisch
- Strauss: Elektra / Sinopoli
- Wagner: Die Walküre / Boulez
- Wagner: Das Rheingold / Boulez
- Wagner: Der Ring Des Nibelungen / Sawallisch
- Wagner: Tristan und Isolde / Daniel Barenboim, René Kollo, Johanna Meier, Bayreuth DVD 1982